# Leucoloma cruegerianum
Leucoloma cruegerianum är en bladmossart som beskrevs av Georg Friedrich von Jaeger 1872. Leucoloma cruegerianum ingår i släktet Leucoloma och familjen Dicranaceae. Inga underarter finns listade i Catalogue of Life.